# Vanja Barišić
Vanja Barišić je hrvatska rukometašica iz Splita. Igrala je za jugoslavensku reprezentaciju.